# Pilkkasaari (ö i Södra Karelen)
Pilkkasaari är en ö i Finland. Den ligger i sjön Rautjärvi och i kommunen Savitaipale i den ekonomiska regionen  Villmanstrands ekonomiska region  och landskapet Södra Karelen, i den södra delen av landet, 170 km nordost om huvudstaden Helsingfors. Öns area är 2,3 hektar och dess största längd är 240 meter i sydöst-nordvästlig riktning.